# Linia kolejowa 102 Kál-Kápolna – Kisújszállás
Linia kolejowa Kál-Kápolna – Kisújszállás – linia kolejowa na Węgrzech. Jest to linia jednotorowa, w całości niezelektryfikowana. Łączy Kál-Kápolna i Kisújszállás. 

## Historia
Linia została otwarta 31 lipca 1887 roku.